# アトランタ映画批評家協会
アトランタ映画批評家協会（アトランタえいがひょうかきょうかい、Atlanta Film Critics Association）は、アトランタの出版、放送、その他のメディアから成る映画ジャーナリストの組織。協会は毎年年末に10部門から成る映画賞とトップテンを発表する。